# OnlyOffice
OnlyOffice (abans anomenat TeamLab), és un paquet ofimàtic de codi obert multiplataforma sota llicència GNU AGPLv3; desenvolupat per Ascensio System SIA, una companyia amb seu a Riga, Letònia. La versió d'escriptori i per a dispositius mòbils és gratuïta. Aquesta disposa d'un processador de text, un full de càlcul i un editor de presentacions. Per altra banda, genera ingressos mitjançant el programari com a servei: editors de documents en línia, plataforma per a la gestió de documents, comunicació corporativa, correu i eines de gestió de projectes. L'accés al sistema es realitza a través del portal privat en línia o amb l'allotjament en un servidor propi.
Està disponible en català, tot i que no hi ha pàgina web en català.

## Història
El 18 de gener de 2022 fou llançada la versió 7.0. Es milloraven sobretot les funcionalitats en línia: les característiques d'edició, de col·laboració i usabilitat. Destacà en aquest sentit el nou sistema per a realitzar formularis.